# Norwegische Baptistenunion
Die Norwegische Baptistenunion (NBU) (Det Norske Baptistsamfunn; wörtlich eigentlich: Die norwegische Baptistengemeinschaft) ist ein nationaler Bund norwegischer Baptisten. Er ist vor nallem zuständig für Aufgaben, die die Möglichkeiten der autonomen Mitgliedsgemeinden übersteigen. Hierzu gehören die  Außen- und Innenmission, die Diakonie sowie die Aus- und Weiterbildung von haupt- und ehrenamtlichen Mitarbeitern.

## Geschichte

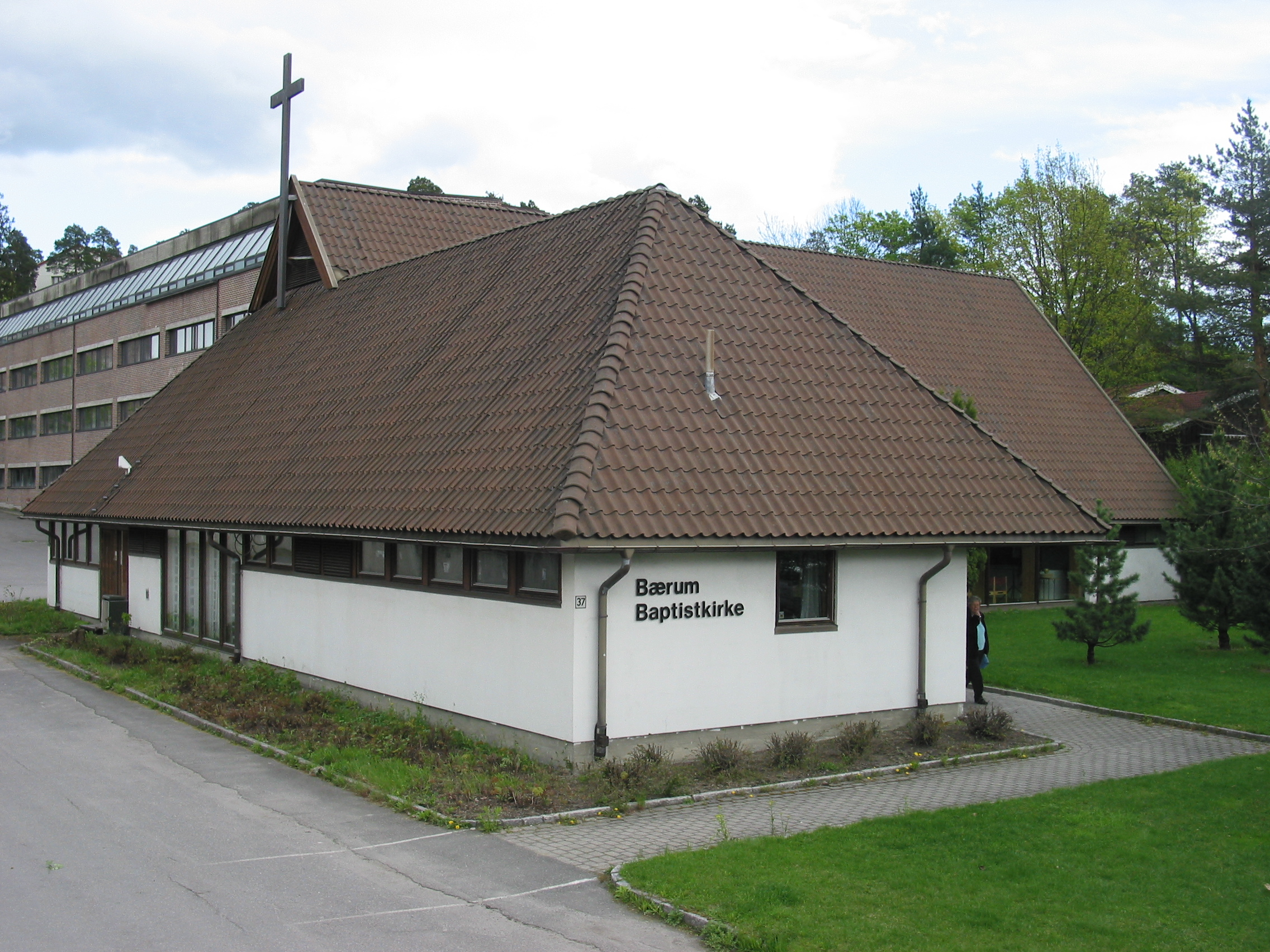
Baptistenkirche in Bærum-Holtekillen

Enoch Richard Haftorsen Svee, ein junger Norweger, der von amerikanischen Baptisten unterstützt wurde, kam 1842 zurück und predigte in Norwegen, starb aber, bevor Gemeinden gegründet wurden. Die erste Baptistengemeinde in Norwegen wurde 1862 in Skien durch Frederick Ludvig Rymker, einem ehemaligen Dänischen der Mission zugewandten Segler, gegründet. Die Baptisten gründeten regionale Gruppierungen. Die Erste (Süd) wurde 1872 gegründet, Nord und West folgten 1877. Im Jahre 1878 gründeten 13 Vertreter aus 8 Kirchen die Norwegische Baptistenunion, deren erster Generalsekretär Janne M. Sjödahl war. Die Baptistische Missionsgesellschaft England unterstützte die Arbeit in Norwegen. Als diese Verbindung zerbrach, baten sie um Unterstützung der Amerikanischen Baptistischen Missionsgesellschaft und bekamen sie auch. 1910 wurde ein theologisches Seminar gegründet, 1922 eine Jugendorganisation und 1958 eine Hochschule.

## Organisation und Statistik
Die Baptistenunion ist Mitglied der Europäisch-Baptistischen Föderation sowie des Baptistischen Weltbunds. Laut eigenen Quellen gab es im Jahre 2003 4971 Mitglieder in 69 Gemeinden.
Neben den im norwegischen Baptistenbund vereinigten Gemeinden gibt es zwei unabhängige Baptistengemeinden, die aber mit dem Weltbund der Baptisten kooperieren. Sie haben zusammen rund 75 Mitglieder.